# Samsung Galaxy Note Fan Edition
Samsung Galaxy Note Fan Edition (prodáván jako Samsung Galaxy Note FE) je Android telefon, který je vyráběn a prodáván společností Samsung Electronics.
V červnu 2017 informoval Wall Street Journal o plánu společnosti Samsung, která plánovala rekonstrukci svého Samsung Galaxy Note 7 (v zařízeních Galaxy Note 7 totiž často explodovala baterie) pod názvem Galaxy Note FE („FE“, tedy „Fan Edition“ – „Fanouškovská Edice“).
Telefonu se také přezdívá Galaxy Note 7R. Představen byl  7. července 2017 v Jižní Koreji, avšak s omezenou dostupností. V České republice se telefon oficiálně neprodává. Telefon se prodává pouze v Jižní Koreji a od října 2017 také ve vybraných zemích v Asii. Jeho cena je přibližně 610 $.
Fan Edition má oproti verzi Note 7 menší baterii o kapacitě 3200 mAh a více bezpečnostních prvků, logo má na své zadní straně. Softwarová výbava je totožná s modelem S8 a obsahuje Bixby Home a Reminder.

## Varianty
- SM-N935F/DS (Mezinárodní Dual Sim)
- SM-N935S (Jižní Korea SK Telecom)
- SM-N935K (Jižní Korea KT)
- SM-N935L (Jižní Korea LG U+)